# Culture de Tagar
La culture de Tagar (en russe : Тагарская культура) est une culture archéologique de l'Âge du bronze, qui s'est développée entre les VIIIe et IIe siècles av. J.-C. dans le sud de la Sibérie, sur les territoires actuels de la république de Khakassie, la partie sud du kraï de Krasnoïarsk et la partie orientale de l'oblast de Kemerovo. Elle tire son nom d'une île sur l'Ienisseï face à la ville de Minoussinsk. Cette culture est l'un des plus importants foyers de la métallurgie du bronze de l'ancienne Eurasie.

## Chronologie

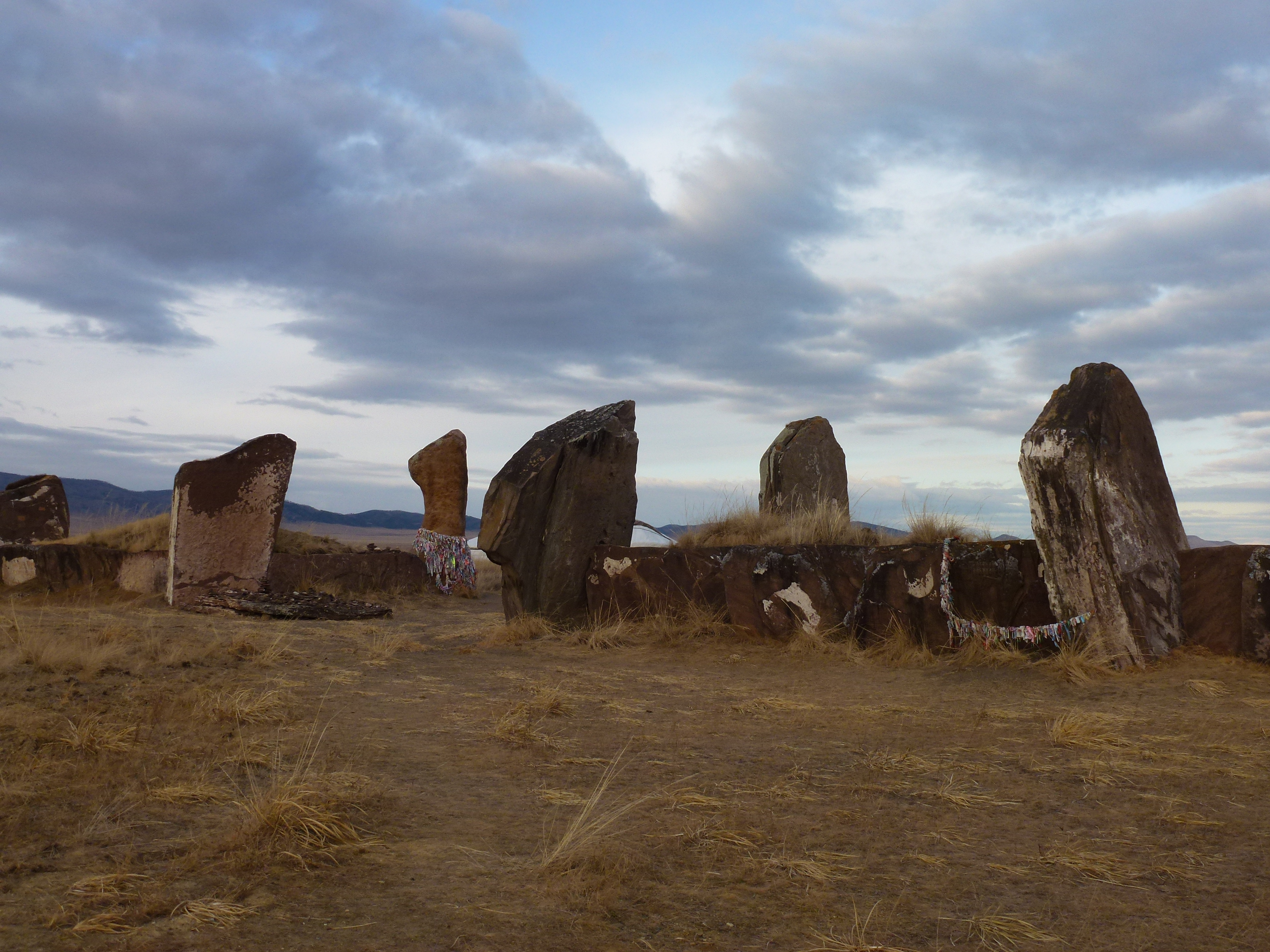
Grand kourgane de Salbyk

La culture de Tagar suit la culture du Karassouk, et précède la culture de Tachtyk.

## Description
Les Tagars vivaient dans des habitations en bois chauffées par des fours en argile et par de larges foyers. Certains sites de peuplement étaient protégés par des fortifications. Ils vivaient d'élevage, principalement du bétail corné et des chevaux, des chèvres et des moutons.
Les Tagars produisaient des motifs artistiques animaliers (Art des steppes) proches de ceux des Scythes du sud de la Russie d'Europe. La caractéristique peut-être la plus frappante de cette culture sont les imposants kourganes royaux entourés de plaques de pierre, avec quatre stèles verticales marquant les coins.

## Paléogénétique
Les Tagars ont été décrits par les archéologues comme ayant des traits caucasiens. Tous les individus, sauf un métis, étaient caucasiens, la majorité ayant eu des yeux et cheveux clairs.
Lors d'une étude génétique des anciennes cultures sibériennes publiée en 2009, incluant les cultures d'Andronovo, du Karassouk, de Tagar et de Tachtyk, douze individus de la culture Tagar de 800 av. J.-C. jusqu'à 100 apr. J.-C. ont été étudiés. L'extraction d'ADN mitochondrial de dix individus a permis de déterminer leur haplogroupe : trois individus appartiennent à l'haplogroupe T3, un à I4, un à G2a, un à C, un à F1b, et trois à H.
L'extraction de l'ADN du chromosome Y de six individus a permis de déterminer qu'ils appartiennent à l'haplogroupe R1a1, ce qui représenterait la migration la plus orientale des premiers Indo-Européens.

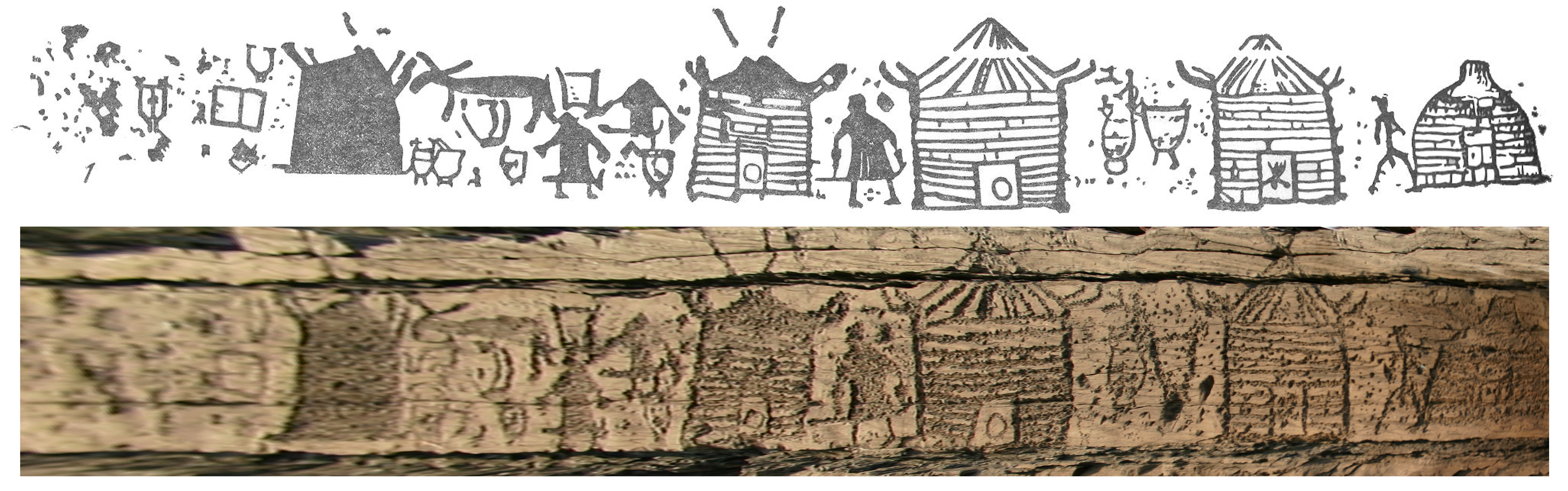
Pétroglyphes de culture Tagar